# Via ferrata

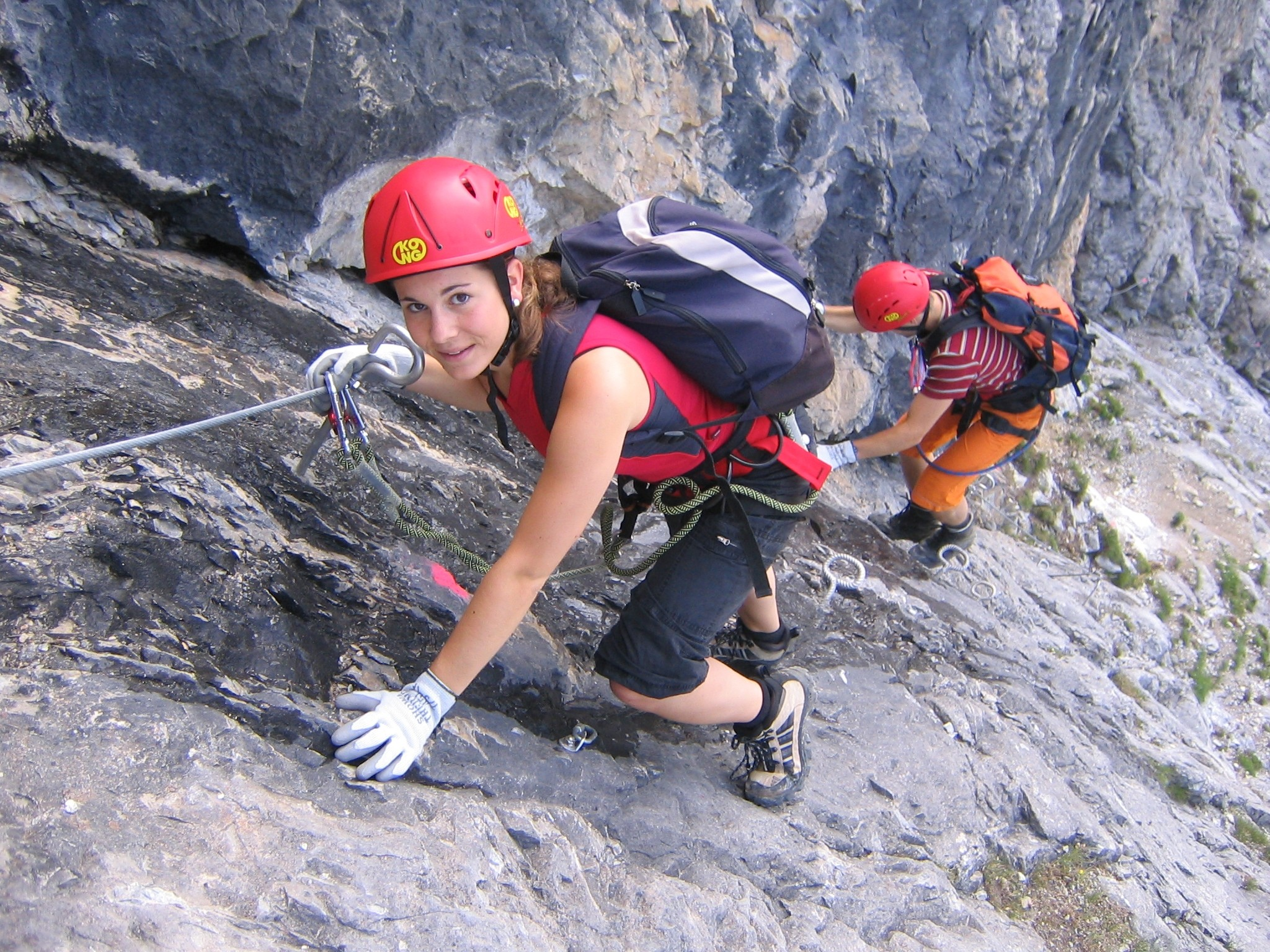
Due escursionisti sulla via ferrata che porta al Piz Mitgel.

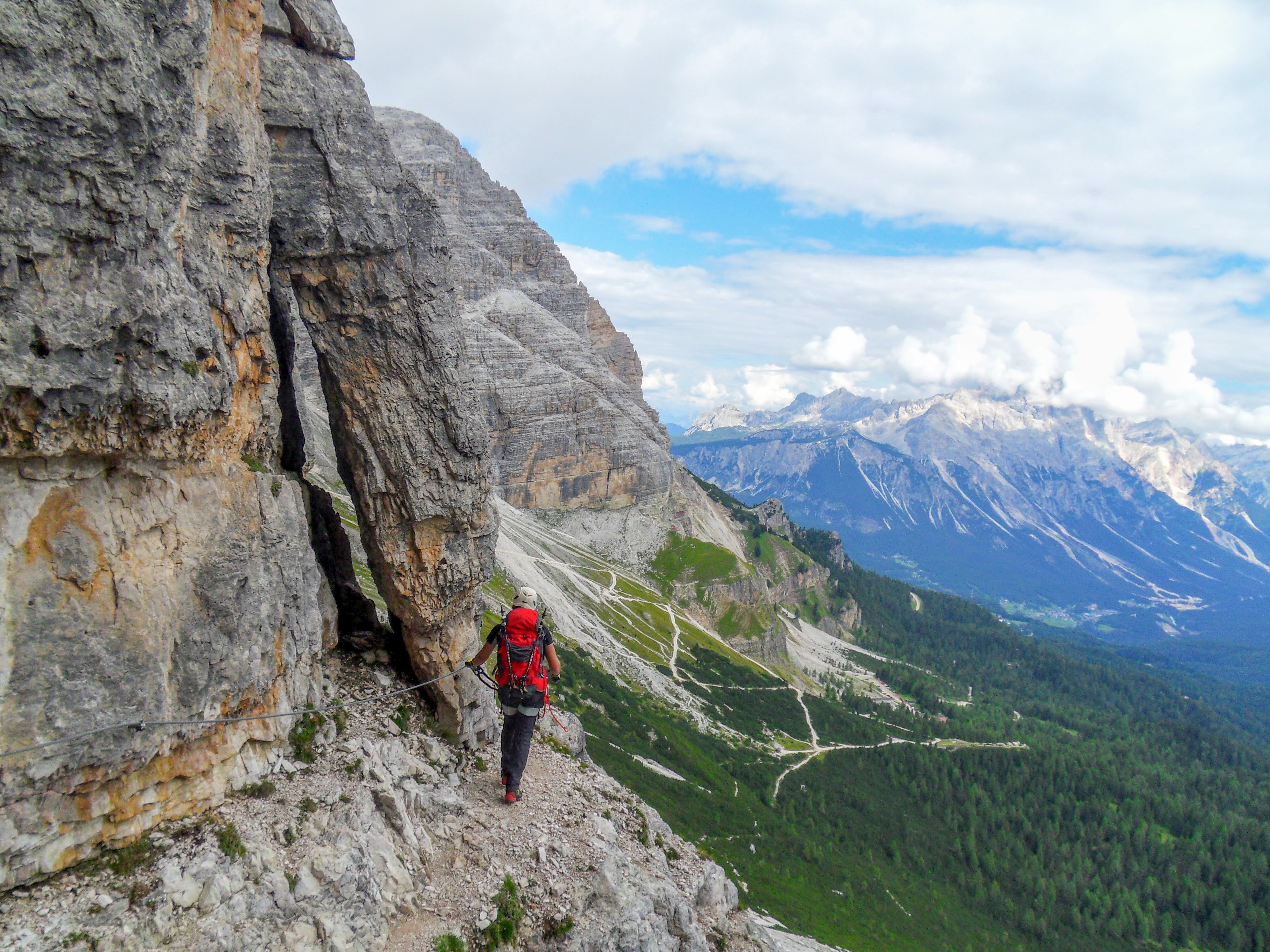
Escursionista in via ferrata sulla Tofana di Rozes

Una via ferrata è un insieme di strutture e attrezzature realizzate artificialmente su una parete rocciosa per facilitarne la salita e/o discesa in sicurezza, in un percorso escursionistico o alpinistico; tale azione, senza la presenza e l'utilizzo delle strutture artificiali, necessiterebbe, per la progressione, della conoscenza e dell'impiego di tecniche di arrampicata su roccia con attrezzature individuali alpinistiche o corpo libero.
La locuzione "via ferrata" è adottata, senza essere tradotta, praticamente in tutte le lingue del mondo, ad esclusione dei paesi di lingua tedesca in cui questa locuzione convive con il termine Klettersteig.

## Storia

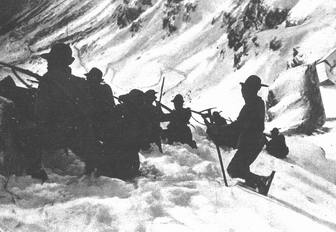
Gli Alpini durante la grande guerra realizzarono numerose ferrate per raggiungere gli avamposti sulle cime più alte.

La prima via ferrata venne realizzata nel 1843 sull'Hoher Dachstein in Austria. La seconda ferrata venne realizzata nel 1869 sulla cresta sud-occidentale del Großglockner, che con i suoi 3 798 metri è la più alta vetta austriaca, ma tra la fine dell'Ottocento e la prima guerra mondiale molti Club alpini realizzarono delle vie ferrate con sentieri sempre più arditi. 
La prima via ferrata turistica italiana venne realizzata tra il 1890 e il 1893 sul monte Procinto (Alpi Apuane) su progetto di Aristide Bruni ed iniziativa della Stazione Alpina di Lucca e della sezione fiorentina del CAI. 
Fu però soprattutto durante la Grande guerra che vi fu un grande impulso alla creazione di ferrate, utilizzate dai soldati per raggiungere gli avamposti sulle cime della catena alpina, lungo un fronte di 380 km. Tra gli anni trenta e quaranta venne realizzato dalla Società Alpinisti Tridentini, nelle Dolomiti di Brenta, il monumentale Sentiero delle Bocchette, una spettacolare via attrezzata che permette di scoprire quel gruppo di montagne senza però mai arrivare a nessuna delle cime, caratteristica che invece, fino ad allora, aveva caratterizzato tutte le vie ferrate.
Solo dopo la seconda guerra mondiale i sentieri della Grande guerra divennero meta di pellegrinaggio, ma dopo tanti anni quelle vie erano ormai diventate pericolose e per buona parte erano rovinate dal tempo e dall'incuria. Walther Schaumann, ex ufficiale austriaco, fu il primo a catalogare i sentieri del fronte di guerra e a proporre di ripristinare i vecchi sentieri, opera continuata fino agli anni settanta. In Italia da ricordare sono in particolare la Ferrata delle Trincee (Marmolada), la strada degli Alpini (Dolomiti di Sesto), la via ferrata Ivano Dibona (Monte Cristallo) e la via ferrata Lipella (Tofane). Altre vie ferrate note sono la Via ferrata delle aquile (Paganella), la Via ferrata De Luca-Innerkofler (monte Paterno), la Via ferrata alla Pietra di Bismantova (Pietra di Bismantova), la Via ferrata Sass Rigais (Sass Rigais), la Via ferrata del Monte Capanne, la Via ferrata Burrone Giovanelli, la Via ferrata Carlo Giorda, la Via ferrata Ettore Castiglioni, la Via ferrata degli Alleghesi e la Via ferrata Zacchi. 
La creazione di nuovi sentieri attrezzati ebbe una lenta ripresa nel secondo dopoguerra, ma crebbe considerevolmente dopo gli anni settanta in conseguenza del notevole incremento del turismo alpino.

## Realizzazione e manutenzione

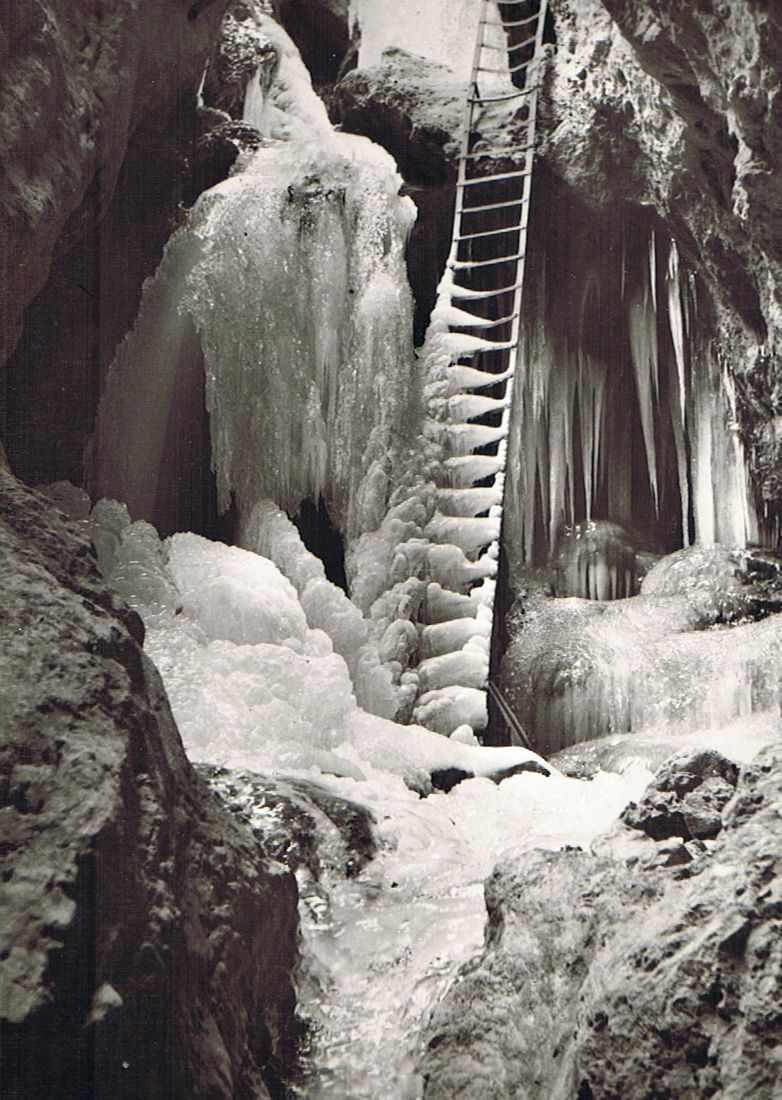
Burrone di Mezzacorona: le ferrate vengono controllate specialmente dopo il periodo invernale, in quanto il gelo può provocare dei danni.

La realizzazione e la manutenzione di una via ferrata comporta per il soggetto manutentore una serie di responsabilità in considerazione del fatto che numerose persone possono percorrere questi sentieri, affidandosi all'attrezzatura fissa. La manutenzione deve avvenire a intervalli regolari e deve essere svolta specialmente dopo il periodo invernale, in quanto valanghe, ghiaccio o frane possono provocare il degrado o la rottura dell'attrezzatura.
La realizzazione e la manutenzione delle attrezzature deve essere attuata da personale professionale, come guide alpine specializzate nella posa di attrezzature fisse, in quanto tale attrezzatura deve offrire una garanzia di sicurezza. Per effettuare questi interventi bisogna dotarsi di un trapano con motore a scoppio, con punte di diametro fino a 22 mm, per poter realizzare i fori degli ancoraggi, chiavi per fissare i bulloni, una pompetta per aspirare la polvere dai fori, una mazza per battere sui chiodi e una trancia di qualità per il taglio del cavo di acciaio. Per interventi di una certa importanza è necessario un piccolo generatore a benzina.
Nei tratti verticali gli ancoraggi vengono posizionati tra 1,5 e 2 metri, mentre nei tratti orizzontali è sufficiente una distanza maggiore, che non deve però superare i 5 metri. La lunghezza delle funi varia invece tra i 15 e i 50 metri. Su roccia solida il foro per gli ancoraggi si effettua con una punta che ha un diametro compreso tra i 14 e i 20 mm (a seconda del diametro del chiodo che poi andrà inserito) ed è profondo 2 cm in più del chiodo, in quanto sul fondo del foro rimane della polvere. Se invece la roccia è friabile il diametro del chiodo e la sua lunghezza devono essere tali da garantire un ancoraggio sicuro. In questo caso il chiodo non viene battuto ma infilato nel foro, sigillato poi con cemento o resine apposite. Il chiodo può avere un anello aggiuntivo oppure un solo occhiello: nel primo caso la fune viene fissata con un morsetto all'anello, nel secondo la fune viene infilata nell'occhiello che viene utilizzato come distanziatore. Sono possibili e a volte frequenti anche gradini, scalette in ferro e ponti tibetani.

## Equipaggiamento

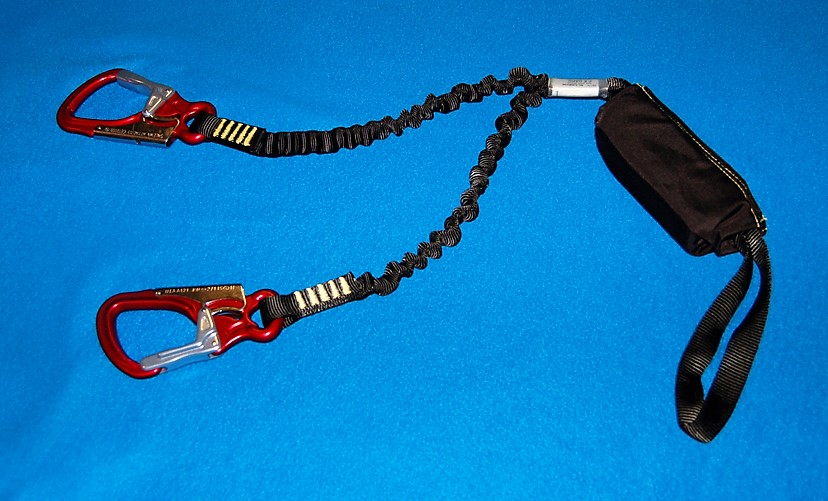
Set da via ferrata a "Y" con dissipatore a lacerazione

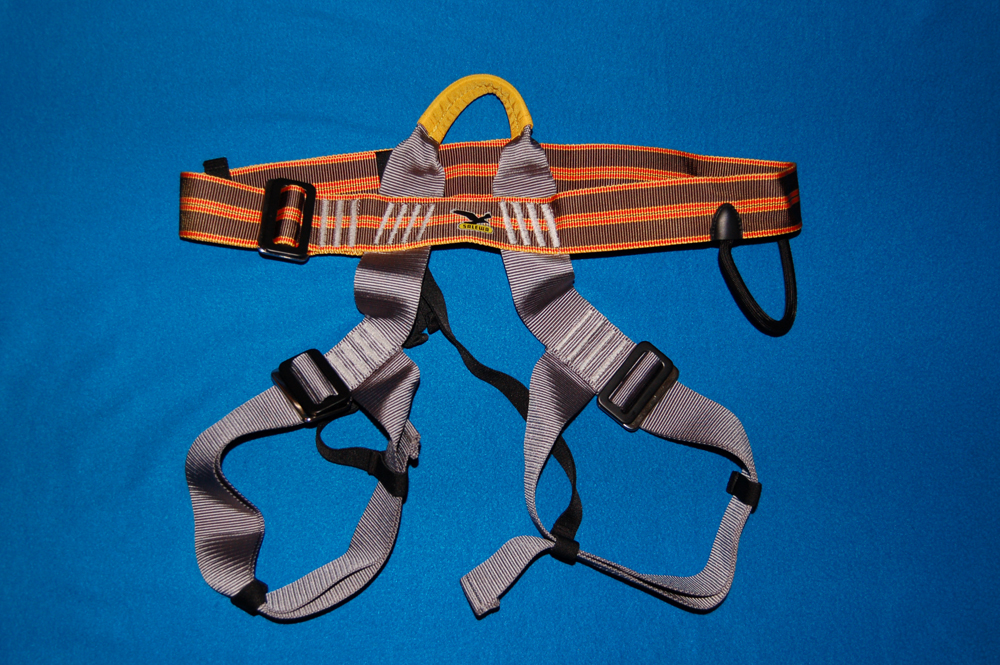
Imbragatura bassa studiata per le vie ferrate

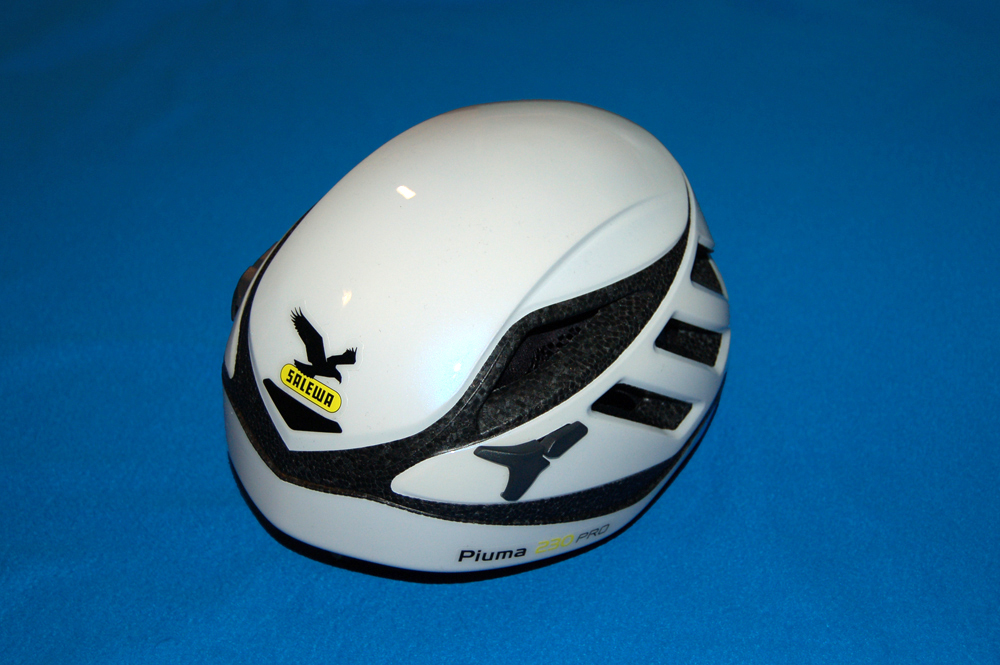
Caschetto per alpinismo e vie ferrate

Le escursioni, sulle vie ferrate, possono essere praticate con un buon livello di sicurezza solo se si dispone di un equipaggiamento adeguato. Per affrontare una via ferrata è necessario dotarsi di alcune attrezzature specifiche, che in alcuni casi sono rese obbligatorie da disposizioni legislative locali.

### Il kit da ferrata
La principale attrezzatura specifica per affrontare una via ferrata è il cosiddetto kit (o set) per la ferrata.
Si tratta di un sistema composto di corde e dissipatori, al quale vengono collegati due moschettoni. 
Gli specifici moschettoni da ferrata, oltre a consentire di agganciare facilmente anche superfici grosse come scalini o catene, sono più robusti e sopportano carichi di rottura maggiori rispetto ai moschettoni normali. I più moderni sono inoltre muniti di un meccanismo di chiusura automatica azionabile solo volontariamente. 
Il dissipatore ha l'obiettivo di mitigare il fattore di caduta che nelle vie ferrate risulta essere potenzialmente assai maggiore delle vie di arrampicata e in alpinismo. Le conseguenze di una caduta senza dissipatore possono essere gravi e perfino fatali per l'escursionista.

### L'imbragatura
L'imbragatura a cui va collegato il kit da ferrata può essere quella intera (cosce e petto), in alternativa viene utilizzata un'imbragatura bassa, adatta sia per le ferrate che per l'arrampicata libera, più comoda e altrettanto sicura. Quest'ultima vede due cosciali collegati a una fascia ventrale che si chiude all'altezza della vita.

### Il caschetto
Di fondamentale importanza è l'utilizzo di un apposito caschetto per proteggere il capo dalla caduta di massi, dai colpi che si possono subire nei passaggi più angusti o dagli urti ricevuti durante una caduta. I modelli attuali sono molto leggeri, comodi e aerati, rendendo il loro utilizzo molto confortevole anche durante la calde giornate estive.

## Tecnica

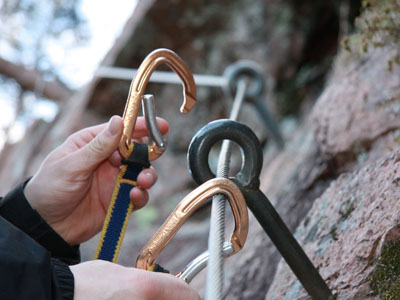
Bisogna sempre avere almeno un moschettone collegato con il cavo di sicurezza

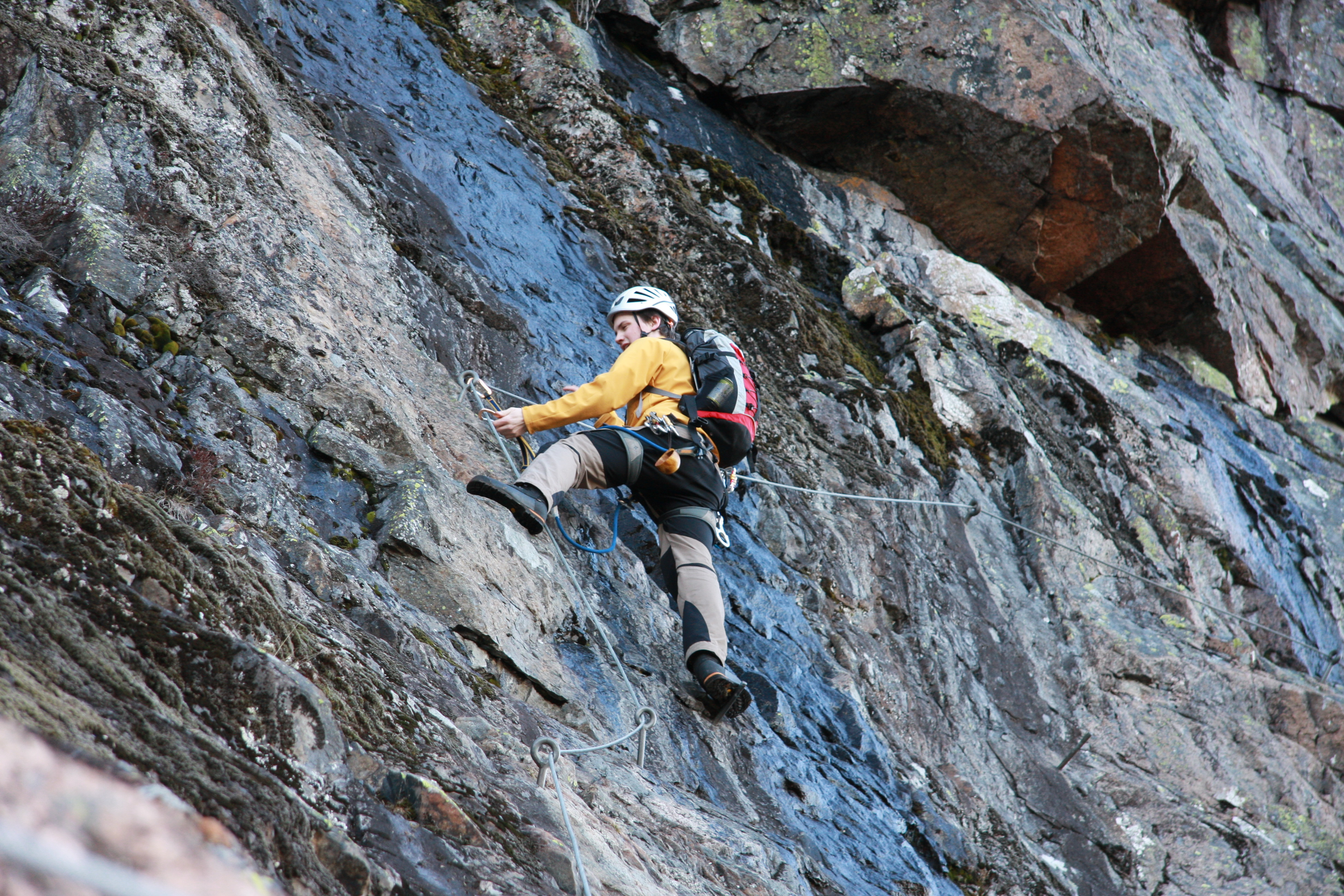
Nei tratti più difficili si devono mantenere tre punti di connessione con la roccia

### Collegamento tra kit e imbragatura
I kit da ferrata più recenti sono forniti di fettuccia per collegare facilmente il kit all'imbragatura: la fettuccia deve essere infilata nell'apposito anello cucito e rinforzato e, dopo un passaggio a bocca di lupo, in cui si fanno passare dissipatore, longe e moschettoni, essa va "strozzata". Non va assolutamente utilizzato un moschettone per collegare il kit all'imbragatura, in quanto il moschettone, quando viene sollecitato in direzioni che non sono quelle standard, riduce di molto il proprio carico di rottura e in caso di caduta potrebbe aprirsi. Se invece il kit ha uno spezzone di corda terminale al posto della fettuccia, si può legare il kit all'imbragatura tramite un nodo a otto ripassato.
In particolare si ricorda che nel caso di moschettoni tipo "K a doppia leva" le leve dovranno essere esterne rispetto alla parete; nel caso di moschettoni tipo "K con chiusura a vite" l'apertura della luce dovrà essere posta verso l'esterno rispetto alla parete. Altrettanto importante ricordare che se si cambia lato della ferrata bisogna prima invertire i moschettoni.

### Progressione
Con i kit a "Y" si deve rimanere assicurati con entrambi i moschettoni.
Presso l'ancoraggio si sgancia il moschettone più avanzato per riattaccarlo nel tratto di cavo successivo all'ancoraggio, scavalcando l'elemento che unisce il cavo d'acciaio alla roccia, dopodiché si può sganciare il moschettone arretrato per riagganciarlo nel nuovo tratto di cavo. Nel caso di scalini si possono però collegare i moschettoni direttamente a questi.
Con i kit a "V" si deve tenere sempre un solo moschettone collegato al cavo e, nel momento di passaggio da un tratto di cavo all'altro, bisogna collegare il moschettone inutilizzato al tratto di cavo successivo all'ancoraggio e subito dopo si deve sganciare il moschettone arretrato. Sono da considerarsi meno sicuri dei kit a "Y" e pertanto non consigliabili. Anche le aziende non hanno più da anni in produzione questi set. Lungo le vie ferrate conviene evitare di rimanere in due o più persone nello stesso tratto di cavo, ovvero nel tratto di cavo compreso tra due ancoraggi alla roccia. Ciò è da evitarsi soprattutto nei tratti non orizzontali dato che se l'escursionista più in alto cade, arriverà fino al primo ancoraggio dietro di lui, più alcuni metri dati dalla lunghezza delle longe del kit, travolgendo le persone collegate allo stesso tratto di corda. Uno o più rinvii possono essere utilizzati per assicurarsi al cavo di sicurezza o a uno scalino nei momenti di sosta utili per riposarsi, prendere qualcosa dallo zaino o per scattare qualche fotografia.

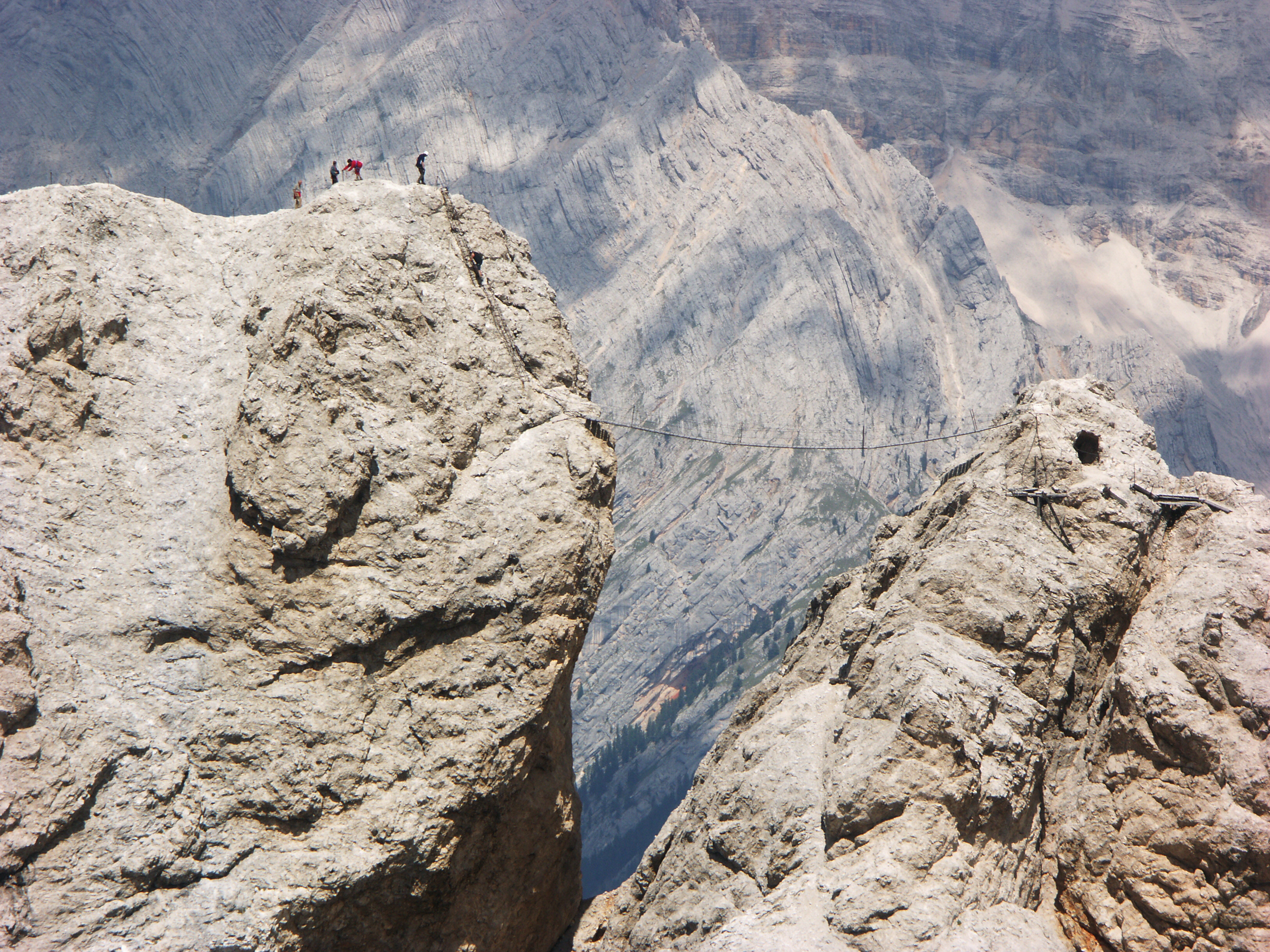
Via ferrata Ivano Dibona con ponte tibetano (Monte Cristallo)

### Movimenti
Nei tratti più difficili delle vie ferrate bisogna spostarsi mantenendo sempre tre punti di connessione con la roccia, mentre il quarto arto (braccio o gamba) si muove alla ricerca dell'appiglio o appoggio successivo, in un lento ma armonico spostamento del corpo lungo la parete rocciosa, mentre il bacino svolge quasi esclusivamente un ruolo di equilibrio, spostando il peso su piede o sull'altro, a seconda della posizione in cui ci si trova.
Arrampicando verso l'alto è meglio fare spostamenti piccoli, in modo da non affaticare troppo le gambe o rischiare lesioni ai muscoli. Le mani dovrebbero solo garantire l'equilibrio e non andrebbe utilizzata la forza delle braccia per arrampicarsi, in quanto i muscoli degli arti superiori si stancano più velocemente rispetto a quelli delle gambe, che hanno strutture muscolari più potenti e abituate a sforzi persistenti.
Un errore che viene spesso compiuto dai principianti è avanzare tirando il cavo d'acciaio per arrampicarsi, e così facendo si stancano molto velocemente. Bisogna invece utilizzare la spinta delle gambe e, possibilmente, abituarsi gradualmente ad evitare di toccare il cavo nella progressione, utilizzando al suo posto gli appigli naturali della roccia.
Nei tratti con appoggio ridotto è consigliabile avanzare usando solo la parte anteriore del piede per avere maggiore attrito sulla roccia, spingendosi in salita con la gamba posta più in alto, in quanto i muscoli di questa gamba saranno più tesi rispetto a quelli della gamba più bassa. Nella progressione bisogna cercare di vedere i punti di appoggio e appiglio da utilizzare con un discreto anticipo, in modo che i movimenti siano più decisi.

## Rischi e pericoli

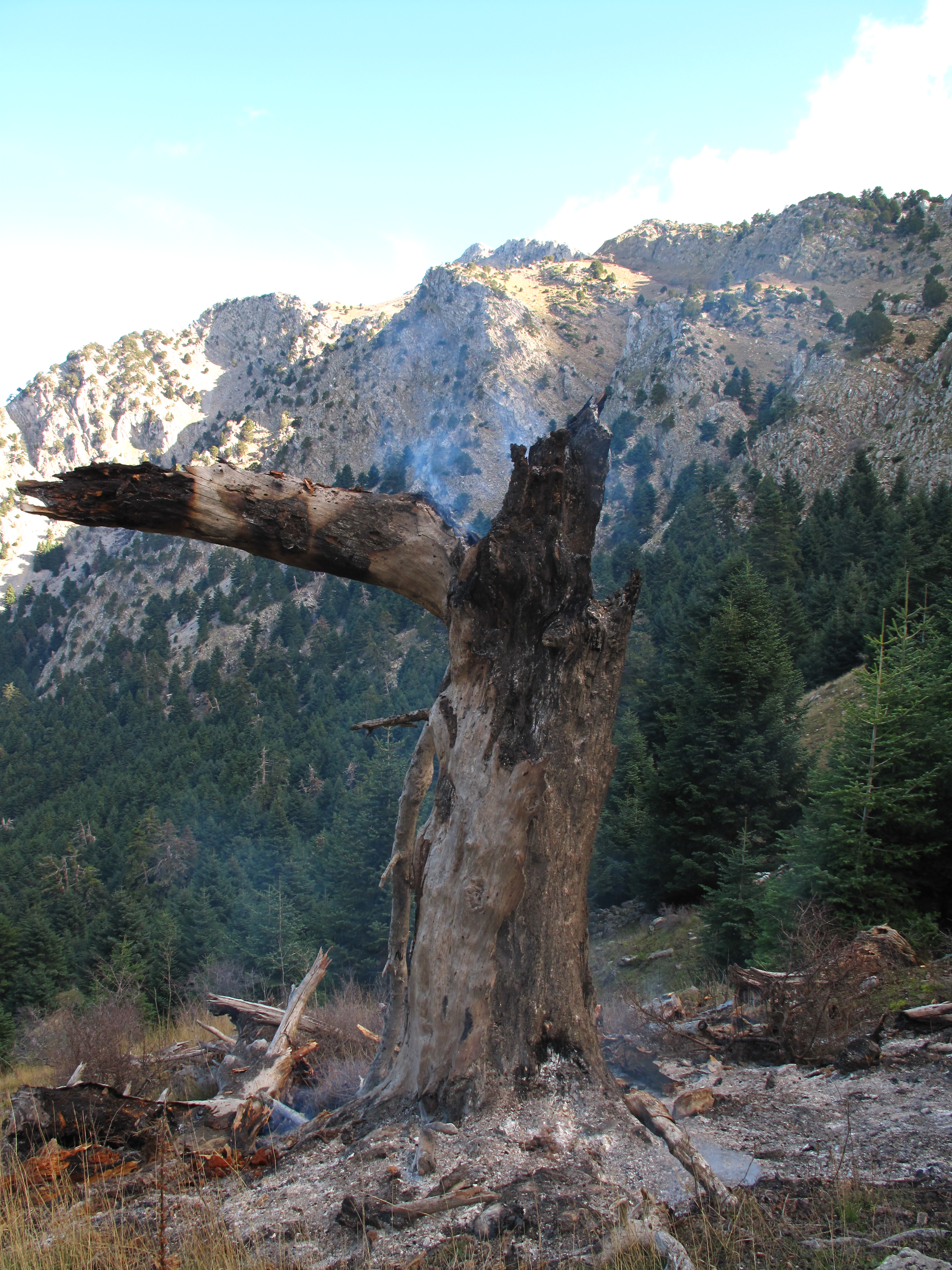
In montagna uno dei maggiori pericoli sono i fulmini.

Nel periodo primaverile ed estivo i temporali nelle zone di montagna sono piuttosto frequenti, ed essi si rivelano come eventi piuttosto pericolosi, in quanto le attrezzature metalliche che costituiscono le ferrate sono dei parafulmini eccellenti, sui quali i fulmini si vanno a scaricare molto frequentemente.
Se sorpresi da un temporale durante la progressione in ferrata, bisogna quindi allontanarsi immediatamente dal percorso, si deve trovare un luogo abbastanza ampio in cui rannicchiarsi e bisogna isolarsi adeguatamente dal terreno.
Se si viene colpiti direttamente da un fulmine ci sono altissime possibilità di morire, ma anche trovarsi vicino ad un punto colpito può comportare un rischio di morte molto elevato, in quanto la scarica elettrica non penetra nel terreno ma tende a scivolarvi sopra; inoltre l'aria attorno al fulmine può raggiungere i 30 000 °C provocando gravi ustioni a chi si trovi nelle vicinanze.
Un altro pericolo è causato dalla caduta di massi, motivo per cui è indispensabile l'utilizzo del caschetto. La caduta è spesso dovuta alla scarsa attenzione di escursionisti che smuovono pietre, ma è causata anche da fenomeni naturali come lo sgretolamento della roccia provocato dal disgelo e dal vento. Un ulteriore pericolo può essere causato dalla scarsa manutenzione delle attrezzature della ferrata, situazione che si può incontrare specialmente dopo il periodo invernale quando valanghe, ghiaccio o frane possono aver provocato danni, in quanto nel periodo invernale generalmente non si effettuano manutenzioni: in questo caso bisogna mantenere la massima attenzione ed è opportuno avvisare i gestori della ferrata appena possibile.

## Difficoltà
La seguente è la classificazione delle vie ferrate per difficoltà, ottenuta tenendo conto di alcuni parametri (dislivello, esposizione, verticalità e impegno fisico):
| Schall | Hüsler  | Francia | Descrizione |
| ------ | ------- | ------- | --- |
| A      | K1      | F       | Facile: ferrata poco esposta e poco impegnativa, per lunghi tratti su sentiero                                                                                    |
| B      | K2 (K3) | PD      | Media difficoltà (o, equivalentemente, Abbastanza Difficile): ferrata lunga ed esposta, ma sempre facilitata dall'attrezzatura artificiale                        |
| C      | K3 (K4) | AD (D)  | Difficile: ferrata con qualche breve strapiombo e con alcuni passaggi atletici                                                                                    |
| D      | K4 (K5) | D / TD  | Molto Difficile: ferrata con numerosi passaggi atletici e tecnici, richiede mancanza di vertigini e forza nelle braccia                                           |
| E      | (K5) K6 | ED      | Estremamente Difficile: a volte riferito ad un solo passaggio che impegna al massimo l'escursionista, con segnale di pericolo che precede il passaggio difficile. |

## Note

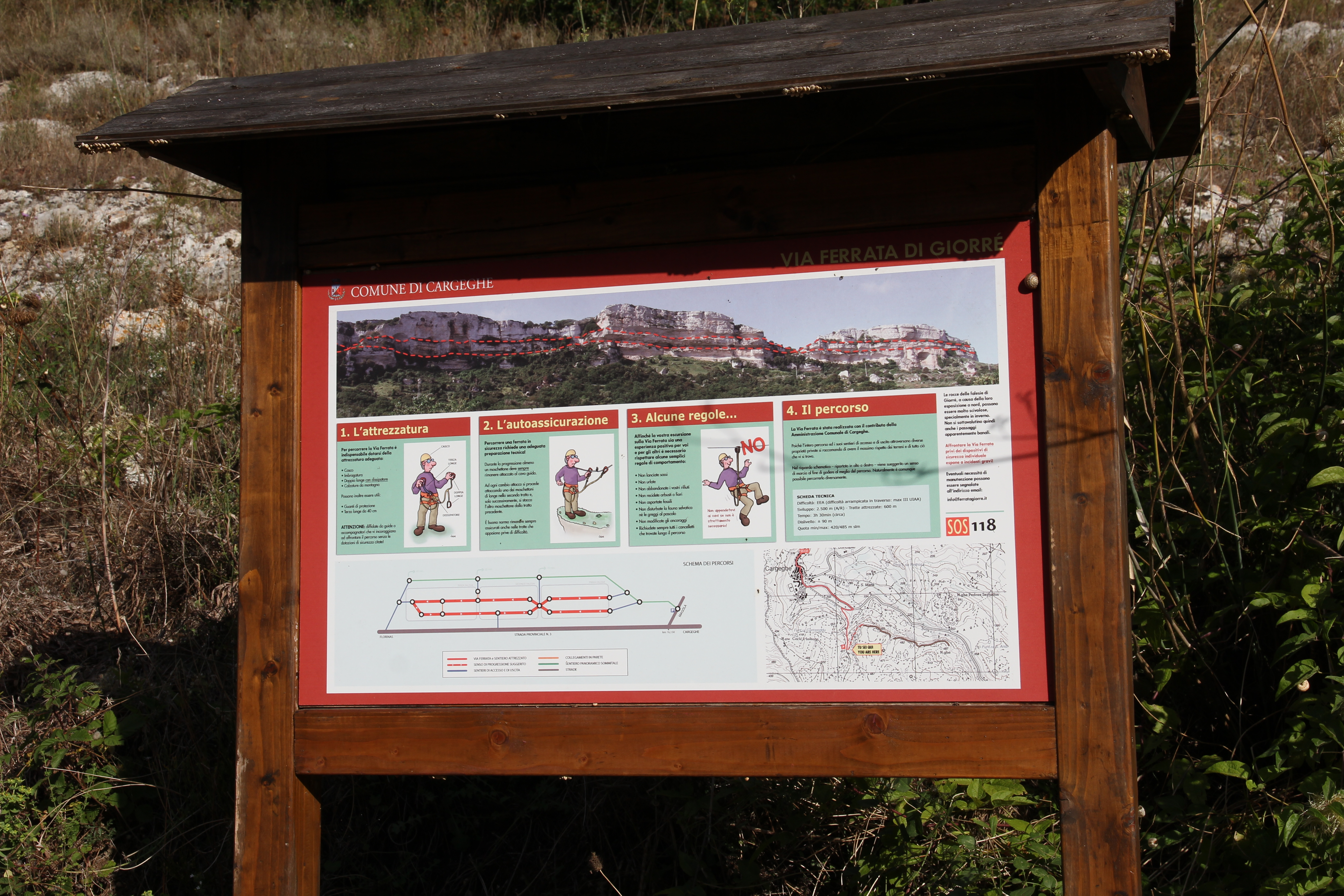
Cartellonistica lungo la via ferrata di Giorrè